# Моржковская, Валерия
Валерия Маррене-Моржковская (пол. Waleria Marrené- Morzkowska; 1832, с. Збоженна (ныне гмина Пшисуха, Пшисухский повят Мазовецкое воеводство Польша) — 10 октября 1903, Царство Польское, Российская империя) — польская писательница, поэтесса, публицист, переводчица

, литературный критик периода позитивизма, феминистка.

## Биография
Родилась в семье генерала наполеоновской армии, осевшего в Польше. Представительница шляхетского рода герба Бастион. Получила домашнее образование.
Дружила с Элизой Ожешко. Много путешествовала, была хозяйкой литературного салона.

## Творчество
Автор целого ряда повестей и рассказов: «Jerzy», «Augusta», «Życie za życie», «Między Scyllą i Charybdą», «Postąpiłam prawnie», «Nemezys», «Cel życia», «Bożek Milion», «Róża», «Walka», «O proszonym chlebie», «Mężowe i żony». Сначала, в 1860-х годах, охотнее всего изображала светлые, идеальные характеры своих героев, но начиная с повести «Męż Leonory» она перестала гнушаться прозой тусклой повседневной действительности.
Из позднейших произведений писательницы можно отметить «Zasady i czyny», «Błękitna książeczka», «January», «Pani Felicya».
Маррене-Моржковская — первая польская писательница, которая подняла ряд важных социальных вопросов в период позитивизма, таких как право женщины на развод и принятие самостоятельных решений за себя и свою судьбу, о роли женщин и мужчин в браке, а также о влиянии сложной финансовой ситуации на функционирование семьи.
В. Маррене-Моржковской принадлежит также несколько литературных характеристик (Немцевича, Бродзинского), этюды о женщине в польской поэзии, о новых течениях в драматической литературе и другое.
Занималась переводами французской и норвежской литературы.